# Иркалла
Иркалла (Ир-калла) — в шумеро-аккадской мифологии — царство мёртвых, «нижний мир» (подземное царство), из которого нет возврата.
Управляют Иркаллой богиня Эрешкигаль («великая подземная госпожа») и её супруг, бог Нергал («владыка обширного жилища»). Эрешкигаль также иногда упоминается под именем Иркалла.

## Соответствия у других народов
Томская исследовательница Г. И. Пелих указывала на сходное обозначение в селькупском языке той части подземного мира, где обитают злые духи — ieretkula.
Отрицательным героем башкирских сказок часто выступает старик из подземного мира Иргаил. Его представляли как злобного карлика с длинной бородой, который держит в пещерах пленённых девушек.